# Галф Бриз (Флорида)
Галф Бриз (енгл. Gulf Breeze) град је у америчкој савезној држави Флорида. По попису становништва из 2010. у њему је живело 5.763 становника.

## Демографија
Према попису становништва из 2010. у граду је живело 5.763 становника, што је 98 (1,7%) становника више него 2000. године.
| Група             | 2000.         | 2010.         |
| Белци             | 5.459 (96,4%) | 5.403 (93,8%) |
| Афроамериканци    | 14 (0,2%)     | 20 (0,3%)     |
| Азијати           | 32 (0,6%)     | 82 (1,4%)     |
| Хиспаноамериканци | 77 (1,4%)     | 152 (2,6%)    |
| Укупно            | 5.665         | 5.763         |